# Monte Testaccio
Monte Testaccio (alternativno črkovan Monte Testaceo; znan tudi kot Monte dei cocci) je umetni grič v Rimu, ki ga skoraj v celoti sestavljajo testae (italijansko cocci), drobci antične rimske lončenine, skoraj samo zavržene amfore iz časa Rimskega cesarstva, nekateri so bili označeni s tituli picti (žigom izdelovalca). Gre za eno največjih gomil, ki so jo našli kjer koli v antičnem svetu, ob dnu obsega površino 20.000 kvadratnih metrov in ima prostornino približno 580.000 kubičnih metrov ter vsebuje ostanke po ocenah 53 milijonov amfor. Obseg ima skoraj kilometer in višino 35 metrov, čeprav je bil v preteklosti verjetno precej višji. Stoji nedaleč od vzhodnega brega reke Tibere, v bližini Horrea Galbae, kjer je bila v 2. stoletju n. št. shranjena državna rezerva oljčnega olja (horreum - vrsta javnega skladišča). Kasneje je imela gomila tako verski kot vojaški pomen.

## Nastanek in namen
Ogromno število zdrobljenih amfor v Monte Testacciou ponazarja veliko povpraševanje po olju v  cesarskem Rimu, ki je bilo takrat največje mesto na svetu z vsaj milijonom prebivalcev. Ocenjujejo, da hrib vsebuje ostanke kar 53 milijonov amfor oljčnega olja, v katerih je bilo uvoženih približno 6 milijard litrov olja. Študije sestave hriba kažejo, da je uvoz oljčnega olja v Rim dosegel vrhunec proti koncu 2. stoletja našega štetja, ko so na to mesto vsako leto odložili kar 130.000 amfor. Velika večina teh posod je imela prostornino približno 70 litrov; iz tega je bilo ocenjeno, da je Rim letno uvažal vsaj 7,5 milijona litrov oljčnega olja. Ker se zdi, da so posode, ki so jih našli v Monte Testacciou, predstavljale predvsem državni uvoz oljčnega olja, je zelo verjetno, da so bile uvožene še velike dodatne količine oljčnega olja.
Monte Testaccio ni bil le nenavadno smetišče; bil je visoko organizirana in skrbno zasnovana stvaritev, ki jo je verjetno upravljal državni upravni organ. Izkopavanja, izvedena leta 1991, so pokazala, da je bil nasip postavljen kot niz ravni teras z zadrževalnimi stenami iz skoraj nepoškodovanih amfor, napolnjenih z drobci, da so jih zasidrali. Prazne amfore so verjetno odnesli nedotaknjene na hrbtu oslov ali mul, nato pa jih na mestu razbili, pri čemer so bili drobci položeni v ustaljen vzorec. Zdi se, da je bilo po razbitih posodah posuto apno, da bi nevtralizirali vonj po žarkem olju.
Ker so najstarejši deli Monte Testaccia na dnu nasipa, je težko z gotovostjo reči, kdaj je bil prvič ustvarjen. Odlagališča, ki so jih našli pri odkopavanju, so datirana v obdobje od približno 140 do 250 n. št., vendar je možno, da bi se odmetavanje na tem mestu lahko začelo že v 1. stoletju pred našim štetjem. Grič ima približno trikotno obliko, ki obsega dve različni ploščadi, vzhodna stran pa je najstarejša. Vsaj štiri različne serije teras so bile zgrajene v stopničasti postavitvi. Ponekod so bili položeni sloji majhnih drobcev, ki so morda služili kot pot za tiste, ki so izvajali postopke odstranjevanja odpadkov.

## Ponovna uporaba in odstranjevanje amfor
Hrib je bil zgrajen z uporabo odpadkov večinoma velikih kroglastih 70-litrskih posod iz Baetice (regija Guadalquivir v sodobni Španiji), ki je danes znana kot Dressel 20. Našli je tudi manjše število dveh vrst amfor iz Tripolitanije (Libija) in Bizacene (Tunizija). Vse tri vrste so bile uporabljene za prevoz oljčnega olja. Ni pa jasno, zakaj je bil Monte Testaccio zgrajen z uporabo samo posod za oljčno olje. Olje je bilo verjetno odtočeno v posode za razsuti tovor, ko so amfore iztovarjali v pristanišču, skoraj na enak način kot druge surovine, kot je žito. Ni enakovrednega grobišča zlomljenih zrn ali vinskih amfor in velika večina amfor, ki jih najdemo v Monte Testacciou, je ene same vrste, kar postavlja vprašanje, zakaj so Rimljani menili, da je treba amfore odložiti na ta način.
Ena od možnosti je, da se je amfora Dressel 20, glavna vrsta najdena v Monte Testaccio, morda reciklirala nenavadno težko. Veliko vrst amfor bi bilo mogoče ponovno uporabiti za prevažanje iste vrste izdelkov ali jih spremeniti tako, da bi služile drugačnemu namenu - na primer kot odtočne cevi ali cvetlični lonci. Fragmentarne amfore bi se lahko prelile v sekance, ki bi jih uporabljali v opus signinum, vrsti betona, ki se pogosto uporablja kot gradbeni material ali pa bi jih preprosto lahko uporabili kot odlagališče. Amfora Dressel 20 pa je bila zlomljena v velike ukrivljene drobce, ki jih ni mogoče zlahka reducirati na manjše. Verjetno je težava pri ponovni uporabi ali zamenjavi pomenila, da jih je bilo bolj varčno zavreči.
Drugi razlog, da se amfore oljčnega olja niso vnovič uporabile v betonu vrste opus signinum je bil, da so bili delci preveč mastni zaradi ostankov olja. Prav tako se zgodi, da olje kemično reagira z apnom (glavno sestavino betona), proizvod te kemične reakcije pa je milo; dobljeni beton bi imel nezadovoljivo kakovost. Pšenične amfore in vinske amfore na drugi strani so bile zagotovo dovolj 'čiste', da jih je mogoče ponovno vkopati v beton.

### Tituli picti
Monte Testaccio je arheologom omogočil redek vpogled v staro rimsko gospodarstvo. Amfore, ki so jih odlagali v gomilo, so pogosto označevali s tituli picti, naslikanimi ali vtisnjenimi napisi, ki kažejo podatke, kot so teža olja, ki je v posodi, imena ljudi, ki so tehtali in dokumentirali olje ter ime okrožja, kjer je bilo olje prvotno ustekleničeno. To je arheologom omogočilo, da ugotovijo, da je bilo olje v posodah uvoženo pod državno oblastjo in je bilo določeno za annono urbis (distribucija prebivalcem Rima) ali annona militaris (razdelitev vojski). Nekateri napisi, ki so jih našli na posodah iz sredine 2. stoletja v Monte Testacciou, natančno kažejo, da je bilo olje, ki so ga nekoč vsebovale, dostavljeno praefectus annonae, uradniku, ki je bil odgovoren za državno službo distribucije hrane. Možno je, da je Monte Testaccio tudi upravljal praefectus annonae.
Tituli picti na amforah v Monte Testaccio po navadi sledijo standardnemu vzorcu in kažejo na strog sistem inšpekcijskih pregledov za nadzor trgovine in odvračanje od goljufij. Amforo je bila najprej stehtana, ko je bila prazna, njena teža pa je bila označena na zunanji strani posode. Nato je bilo zapisano ime izvoznega trgovca, ki mu je sledila črta, ki kaže težo olja, vsebovanega v amfori (odštevanje predhodno določene teže same posode). Nato so odgovorni za izvajanje in spremljanje tehtanja podpisali svoja imena na amforah in tudi na lokaciji kmetije, iz katere je izviralo olje. Izdelovalca amfore so pogosto identificirali z žigom na ročaju.
Napisi prav tako dokazujejo strukturo izvoza olja. Številni napisi poleg posameznih imen navajajo kombinacije, kot so »dva Aurelii Heraklae, oče in sin«, »Fadii«, »Cutius Celsianus in Fabius Galaticus«, »dva Junii, Melissus in Melissa«, »partnerja Hyacinthus, Isidore in Pollio«, »L. Marius Phoebus in Vibii, Viator in Retitutus«. To kaže, da je bilo veliko vpletenih članov skupnih podjetij, morda majhnih delavnic, ki so vključevale poslovne partnerje, očetove skupine in kvalificirane svobodnjake.

## Poznejša zgodovina
Zdi se, da se je Monte Testaccio kot odlagališče amfor iztekel po približno 260-ih, morda zaradi mestnih naselbin, ki so jih prenesli drugam. Okoli tega časa je bila uvedena tudi nova vrsta amfor za prevoz oljčnega olja.
Območje okoli hriba je bilo po padcu Rima v veliki meri opuščeno. Natis iz leta 1625 prikazuje Monte Testaccio, ki stoji izolirano na območju smetišča znotraj antičnih mestnih obzidij in že sredi 19. stoletja je bila okolica nekaj več kot 'romantična puščava' z le 'nekaj potlačenih hiš'. To je bilo prizorišče tekmovanj in turnirjev v srednjem veku, ko je bil Monte Testaccio prizorišče praznovanj pred Lentenom. V okviru praznovanj sta dva vozova, napolnjena s svinjami, vlekla na vrh hriba, nato pa jih spustila, da sta odtekla nazaj in se razbila na koščke na dnu hriba, kjer so gledalci nato prašiče zaklali in spekli.
Monte Testaccio se je še vedno uporabljal kot kraj rekreacije, ko ga je leta 1827 obiskal Stendhal. Popotnik iz 19. stoletja, ki je obiskal nekaj let prej, je opisal letni festival, ki je potekal na vrhu hriba:
Vsako nedeljo in četrtek v mesecu oktobru se skoraj celotno prebivalstvo Rima, bogato in revno, preseli na to mesto, kjer so neštete mize pokrite z osvežilnimi pijačami, vino pa se toči hladno iz kleti. Nemogoče si je zamisliti bolj razgibanega prizora kot ga predstavlja vrh hriba. Gejevske skupine plešejo saltarello, vmešane v vesele kroge, ki obkrožajo mize; neizmerna množica sprehajalcev, ki puščajo spodaj kočije, se sprehajajo, da bi uživali v prazničnem prizoru ... 
Hrib je dobil kratek vojaški pomen leta 1849, ko je bil uporabljen kot mesto italijanske topovske baterije, pod poveljstvom Giuseppeja Garibaldija, pri uspešni obrambi Rima pred napadalno francosko vojsko. Njegov gospodarski pomen je bil nekoliko večji, saj je bilo odkrito, da ima notranjost hriba nenavadne lastnosti hlajenja, ki so jih raziskovalci pripisali prezračevanju, ki ga ustvarja njegova porozna struktura. To je bilo idealno za skladiščenje vina v vročini rimskega poletja in v ta namen so bile izkopane jame.
Monte Testaccio je imel tudi verski pomen; prej so ga uporabljali na Veliki petek za predstavljanje griča Golgote v Jeruzalemu, ko je papež vodil procesijo na vrh in postavil križe, da bi križal Jezusa in oba lopova. Monte Testaccio je v spomin na dogodek še vedno okronan s križem. Šele po drugi svetovni vojni je bilo območje okoli hriba preurejeno kot soseska delavskega razreda.
Prva arheološka preiskava Monte Testaccia se je začela januarja 1872 pod nemškim arheologom Heinrichom Dresselom, ki je svoje rezultate objavil leta 1878. Nadaljnje delo so 198 –ih opravili španski arheologi Emilio Rodríguez Almeida in José Remesal Rodríguez.